# Literary Swordsmen and Sorcerers
Literary Swordsmen and Sorcerers: the Makers of Heroic Fantasy è una raccolta di biografie di L. Sprague de Camp sui principali autori che hanno influenzato il genere della sword and sorcery, pubblicata nel 1976 dalla Arkham House in una tiratura di 5 431 copie. La maggior parte dei capitoli sono la revisione di articoli già pubblicati sulla rivista  Fantastic tra il 1971 e il 1976.

## Contenuto
L'opera presenta la storia del genere mediante la discussione della vita e delle opere dei suoi principali primi autori. Dopo una discussione generale sullo sviluppo della fantasy moderna i capitoli trattano ognuno della vita e delle opere di uno specifico autore. Un capitolo finale è dedicato ad autori minori o successivi,  C. L. Moore, Leslie Barringer, Nictzin Dyalhis, Clifford Ball, Henry Kuttner, Norvell W. Page e Fritz Leiber.
Il libro comprende un'introduzione del collega di de Camp, Lin Carter, che presenta un profilo di de Camp stesso (a sua volta un autore che ha influenzato il genere).
De Camp pubblicò anche due biografie estese dei due degli autori trattati, H. P. Lovecraft (Lovecraft: a Biography, 1975) e Robert E. Howard (Dark Valley Destiny: the Life of Robert E. Howard, 1983).
La struttura del libro è la seguente:
- "Introduction: Neomythology", di Lin Carter
- I. "The Swords of Faërie"
- II. "Jack of All Arts: William Morris"
- III. "Two Men in One: Lord Dunsany"
- IV. "Eldritch Yankee Gentleman: H. P. Lovecraft"
- V. "Superman in a Bowler: E.R. Eddison"
- VI. "The Miscast Barbarian: Robert E. Howard"
- VII. "Parallel Worlds: Fletcher Pratt"
- VIII. "Sierran Shaman: Clark Ashton Smith"
- IX. "Merlin in Tweeds: J. R. R. Tolkien"
- X. "The Architect of Camelot: T.H. White"
- XI. "Conan's Compeers"
- Notes
- Index

## Ricezione
Richard A. Lupoff lodò de Camp come un  "onesto, completo ed efficace ricercatore, dichiarando che  LS&S "sarebbe diventato quasi immediatamente un'opera di riferimento standard."